# Фарфор Каподимонте
 Фарфор Каподимонте (итал. Porcellana di Capodimonte; Real Fabbrica di Capodimonte) — фарфоровая мануфактура, основанная в 1743 году в Италии, в живописной местности Неаполя. Название от дворцового комплекса на одном из неаполитанских холмов (итал. Capo di monte — «Голова, вершина горы»), где Карл III Бурбонский (в 1734—1759 годах, король Неаполя под именем Карла VII) и его супруга Мария Амалия Саксонская основали фарфоровую мануфактуру. Они решили создать достойную конкуренцию знаменитой, первой в Европе, мануфактуре в Майсене, в Саксонии.
Марки фарфора Каподимонте: подглазурная синяя бурбонская лилия вместе с двойным «С», позднее: «N» под королевской короной.

## История
Мануфактура была создана в 1743 году в королевском дворце Каподимонте и действовала до 1759 года, когда Карл III (Карл VII Неаполитанский) стал королём Испании и перевёз материалы, оборудование и сотрудников в Мадрид, где создал новую Королевскую мануфактуру во дворце Буэн-Ретиро (Real Fábrica del Buen Retiro).
Между 1757 и 1759 годами Мария Амалия Саксонская, супруга Карла VII, украсила «Маленький салон фарфора» (Salottino di Porcellana) Королевского дворца в Портичи, в 8 км к юго-востоку от Неаполя, изделиями своей мануфактуры. Стены салона были оформлены фарфоровыми панелями с рокайльным орнаментом и фигурками в стиле шинуазри (китайском) под руководством художника Джузеппе Гриччи. Позднее те же мастера оформили комнаты в Королевском дворце Аранхуэс (1763—1765) и в главном Королевском дворце в Мадриде (1770-е гг.).
В 1771 году Фердинанд IV Неаполитанский — король Неаполя (1759—1806), а затем король Сицилии (1806—1815), возобновил деятельность неаполитанской мануфактуры под названием «Фердинандеа» (Real Fabbrica Ferdinandea) в Королевском дворце в Портичи, но затем, через два года, производство снова перевели в Неаполь. В 1821 году мануфактура была окончательно закрыта.
В 1866 году украшения «Salottino di Porcellana» дворца в Портичи были разобраны и смонтированы на первом этаже дворца Каподимонте (комната № 52).

## Изделия мануфактуры
В южной Италии отсутствует каолин, главный компонент производства настоящего твёрдого фарфора, поэтому в Каподимонте производили в основном мягкий фарфор и только в поздний период твёрдый. Среди главных сотрудников были фламандский химик и технолог Ливио Оттавио Шеперс вместе с сыном, флорентийский скульптор Джузеппе Гриччи (ок. 1700—1770) и живописец-декоратор из Пьяченцы Джованни Казелли (1698—1752), за которым позже последовала его племянница Мария. Джузеппе Гриччи уже работал на неаполитанскую корону с 1738 года, он стал главным скульптором-модельером; к 1755 году на него трудились ещё пять скульпторов.
На мануфактуре Каподимонте выпускали самые разные изделия: посуду, декоративные вазы, мелкую фарфоровую пластику; вначале в стиле рококо, а затем — неоклассицизма. В период 1780—1800 годов главным художником был Доменико Венути, с его творчеством связаны лучшие изделия. В 1806 году Наполеон Бонапарт вторгся в Неаполитанское королевство, Бурбоны бежали на Сицилию, защищённую британским флотом; производство на заводе было прекращено. Позднее мануфактурой руководила французская администрация, однако неаполитанские художники сохранили свои традиции, особенно в мелкой пластике, изображая забавные сценки и персонажи неаполитанской жизни. Такие скульптурки называют «la voci di Napoli» (уличные крики, голоса Неаполя). Эти изделия особенно ценят коллекционеры и любители художественного фарфора.

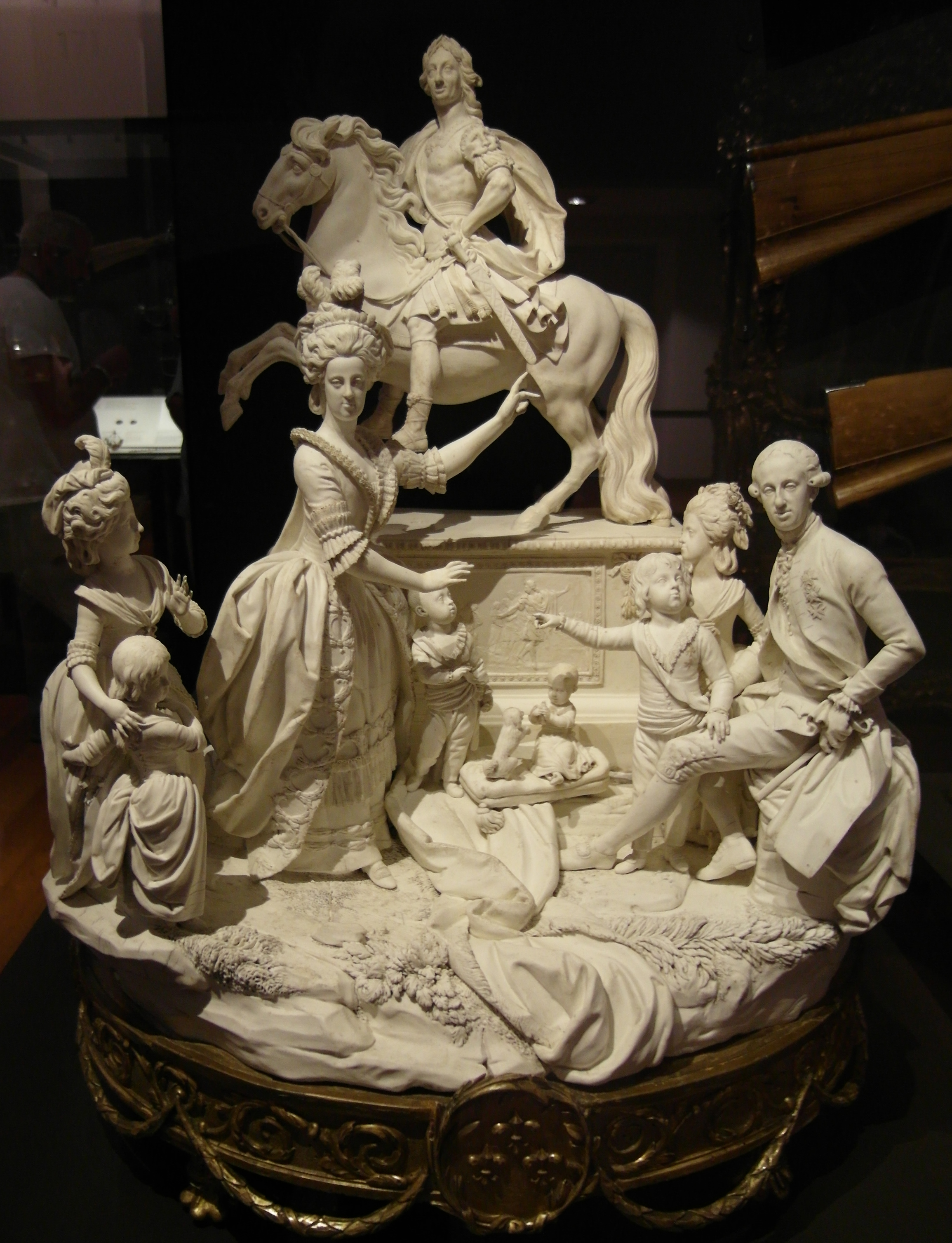
Королевская семья: позади верхом Карл VII Неаполитанский, на переднем плане: Фердинанд IV с женой и некоторыми из их восемнадцати детей. Скульптор Филиппо Тальолини. 1784. Бисквит
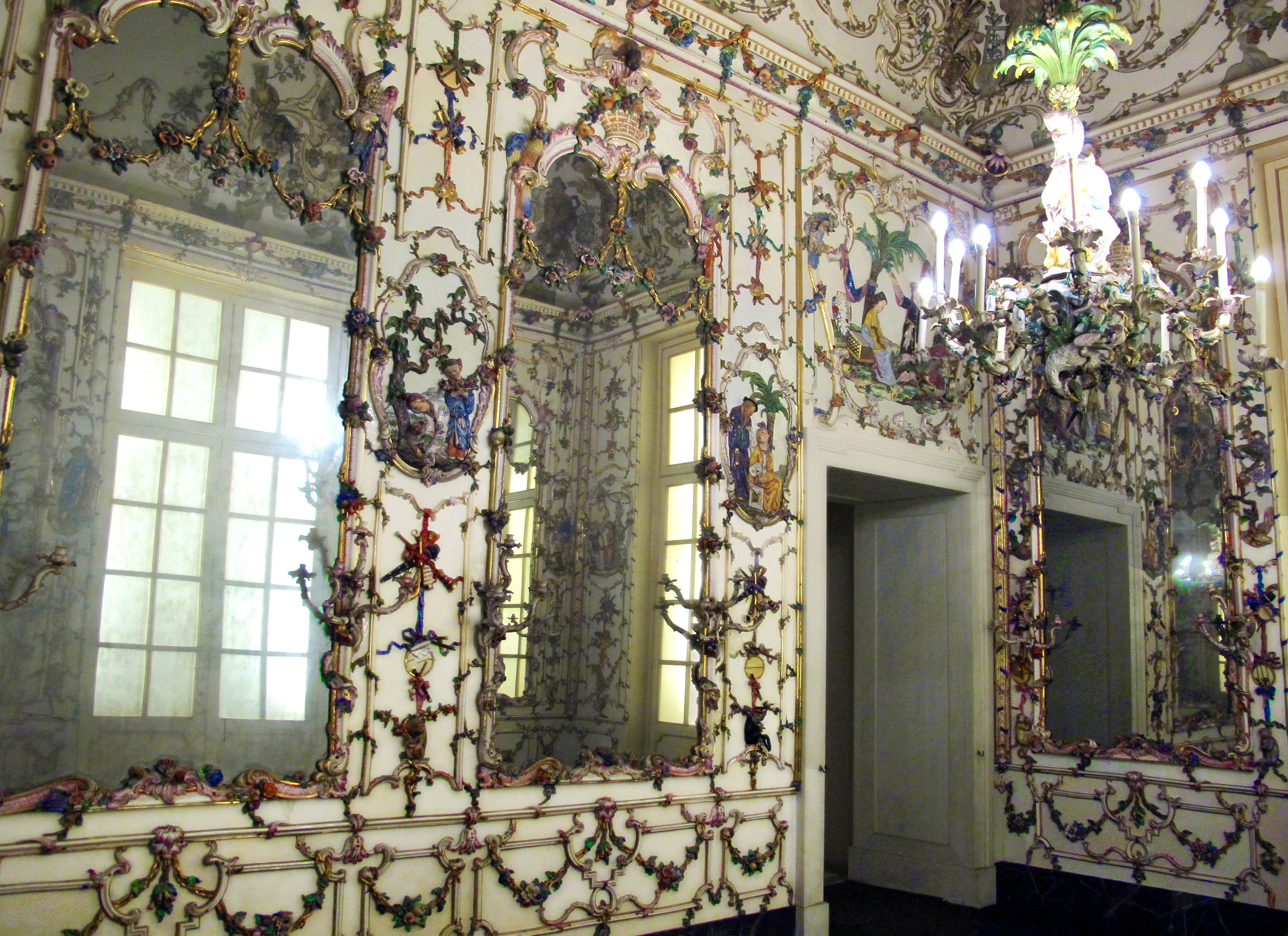
Маленький фарфоровый салон (Salottino di porcellana). 1757—1759. Воссоздание. Музей Каподимонте, Неаполь
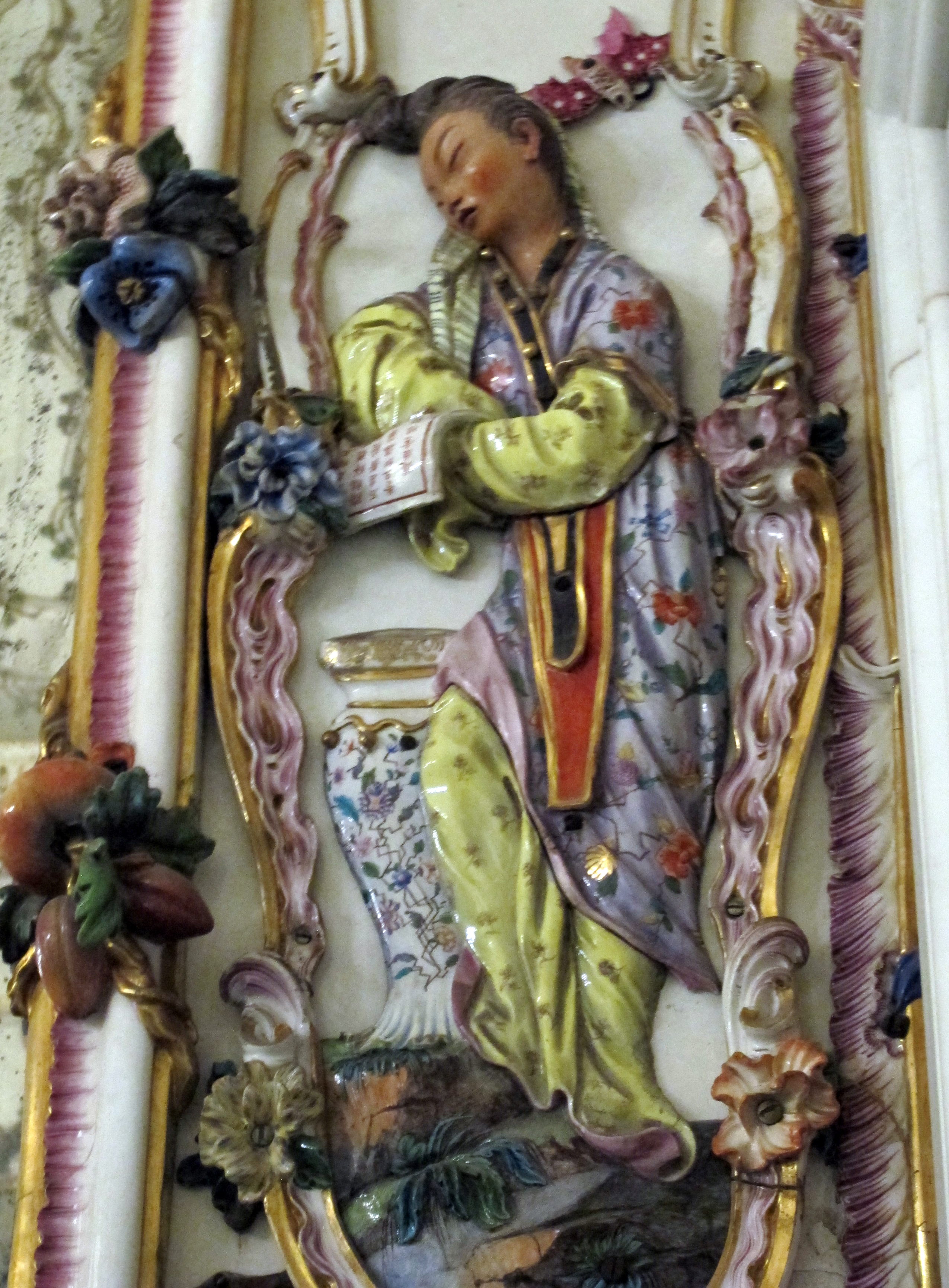
Деталь оформления фарфорового салона
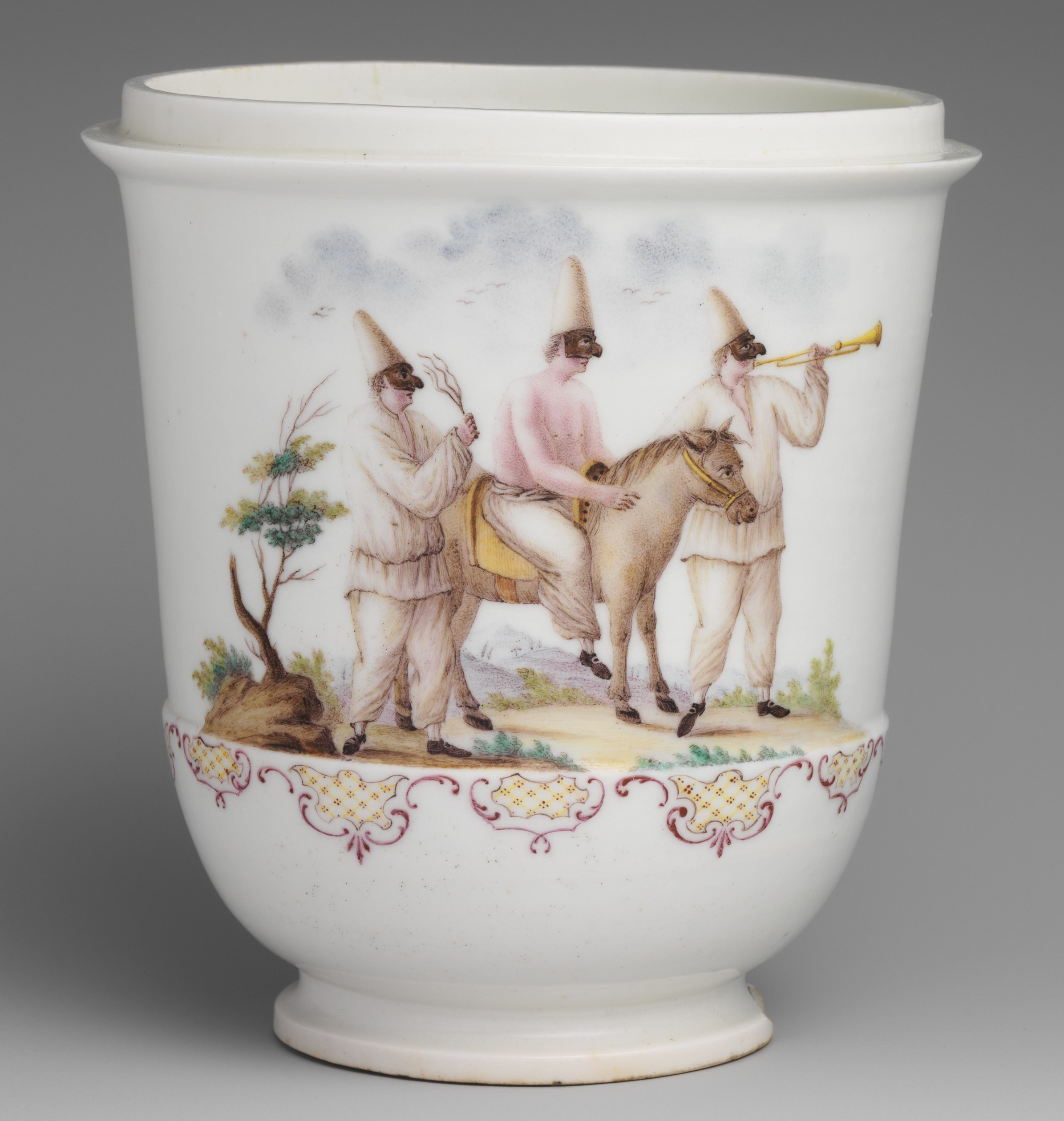
Дж. Казелли (или его помощники). Кружка с росписью на темы итальянского театра Комедия дель арте: Три Пульчинеллы. 1745–1750
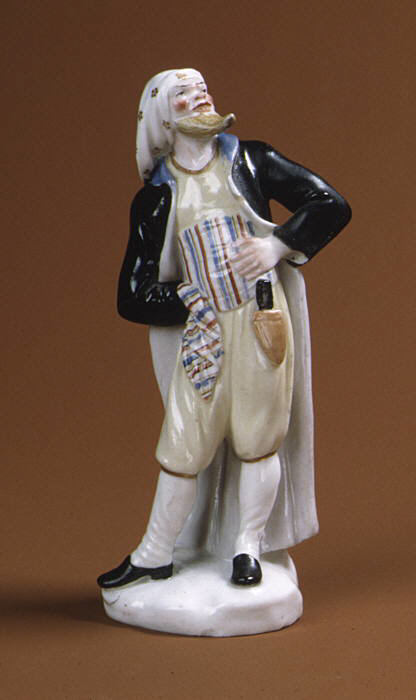
Панталоне. Ок. 1790
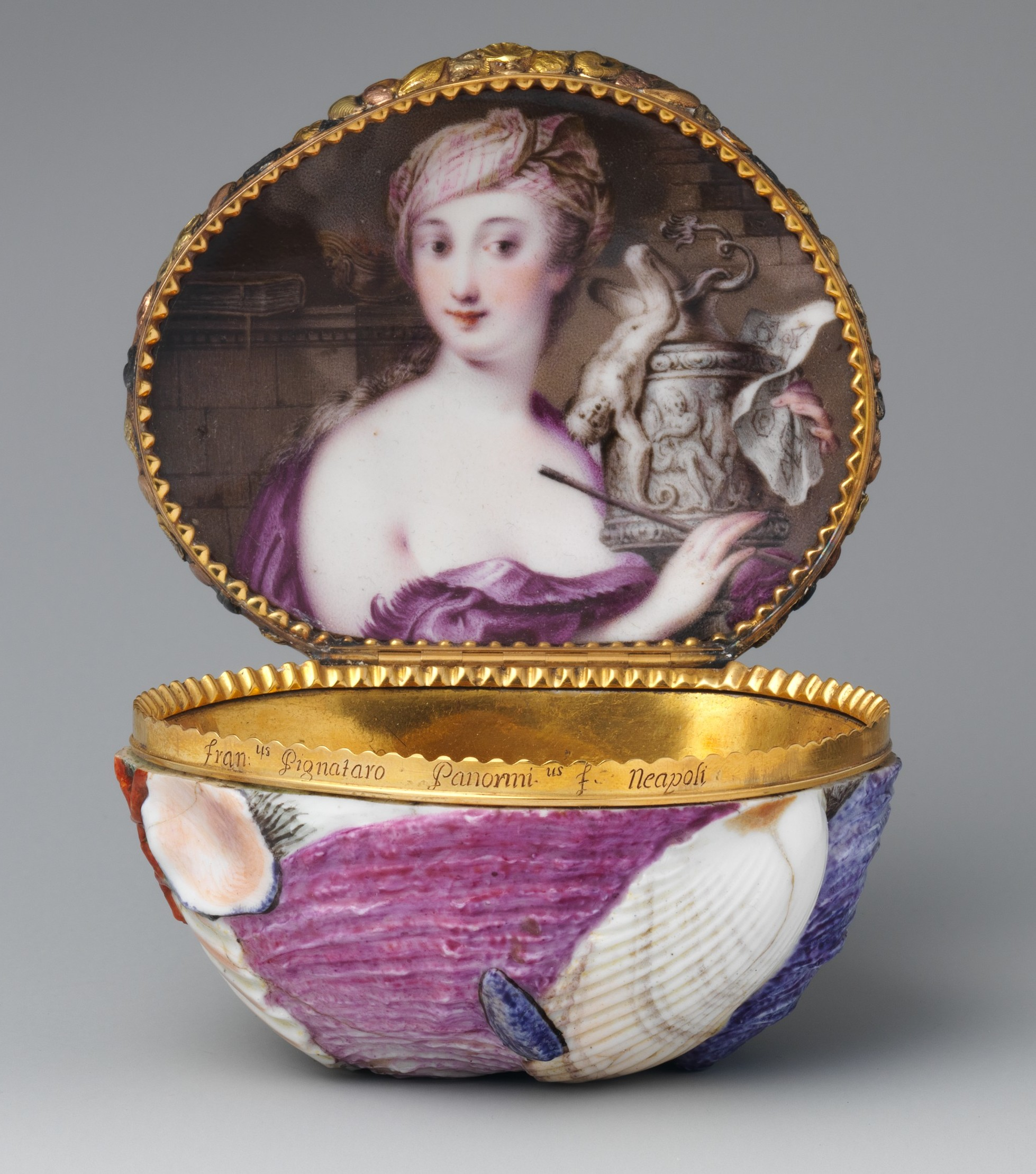
Табакерка в форме раковины. Дж. Гриччи, Дж. Казелли. 1745–1750
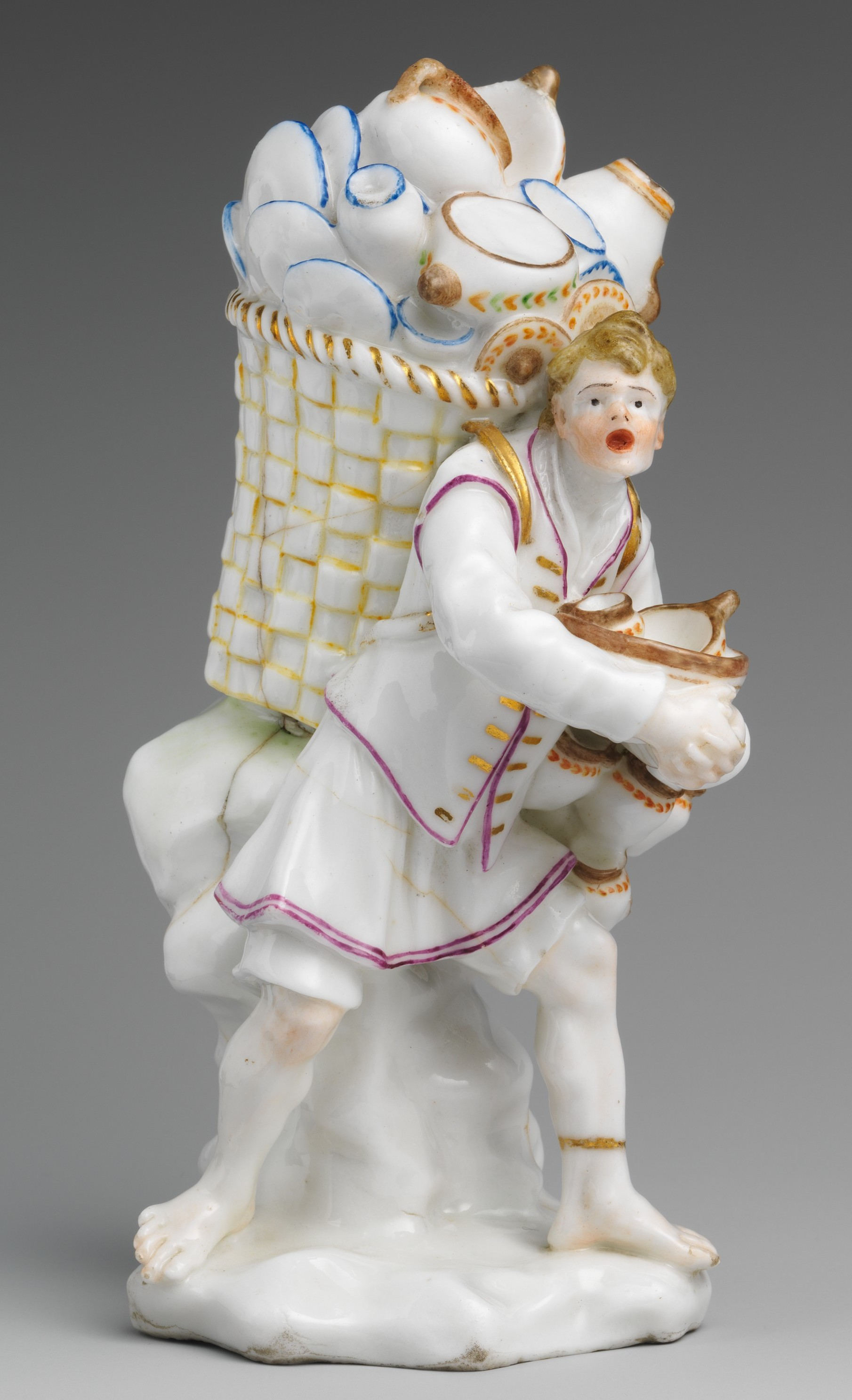
Продавец горшков. Ок. 1745
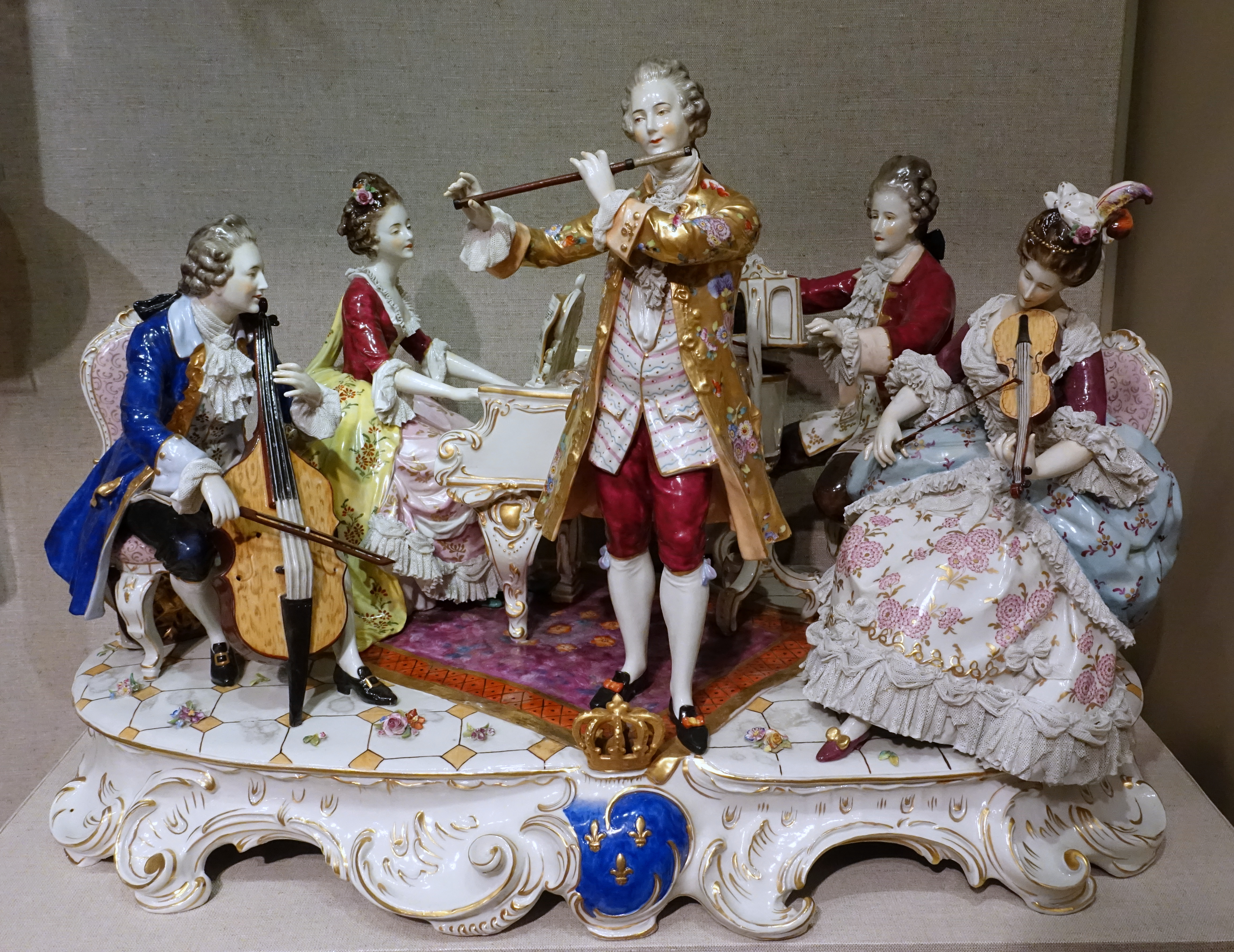
Группа музыкантов. Реплика конца XIX в.